# XIX век до н. э.
XIX (девятна́дцатый) век до на́шей э́ры по пролептическому юлианскому календарю — век с 1 января 1900 года до н. э. по 31 декабря 1801 года до н. э. Это 2-й век 2-го тысячелетия до н. э. Ему предшествовал XX век до н. э., за ним следовал XVIII век до н. э. Закончился 3825 лет назад.

## Правители
- Фараоны Аменемхет II (1878—1843+3), Сенусерт II (1845—1837), Сенусерт III (1837—1819), Аменемхет III (1818—1773).
- Правитель Библа Абишему I (ок. 1810).
- Цари Исина Ур-Нинурта (1924—1896), Бур-Син II (1896—1874), Липит-Энлиль (1874—1869), Эрра-имитти (1869—1861), Энлиль-бани (1861—1837), Замбия (1837—1834), Итер-пиша (1834—1831), Ур-дукуга (1831—1828), Син-магир (1828—1817), Дамик-илишу I (1817—1794).
- Цари Ларсы Абисарихи (1905—1895), Суму-Эль (1895—1866), Нур-Адад (1866—1850), Син-иддинам (1850—1843), Син-эрибам (1843—1841), Син-икишам (1841—1836), Цилли-Адад (1836—1835), Варад-Син (1835—1823), Рим-Син (1823—1763).
- Цари Вавилона Суму-абум (1894—1881), Суму-ла-Эль (1881—1845), Сабиум (1845—1831), Апиль-Син (1831—1813), Син-мубаллит (1813—1793).
- Цари Элама Идатту-Напир, Идатту-Темпти, Эпарт, Шилхаха (точные даты правления неизвестны).
- Цари хаттов Питхана, Пиуюсти, Анитта (даты правления неизвестны).
- Правители Ашшура Эришум I, Икунум, Шарру-кин I, Пузур-Ашшур II, Нарам-Син, Эришум II (точные даты правления неизвестны), Шамши-Адад I (1813—1781).
- Цари Ся Сян, Хоу И, Хань Чжо, Шао Кан, Чжу (существование спорно).

## События

### Египет
- 1886—1878 — фараон Сенусерт II. Ограничение власти номархов.
- 1878—1859 — фараон Сенусерт III. Подчинение Северной Эфиопии. Несколько походов и создание мощных крепостей у вторых порогов Нила. Поход на Палестину.
- 1859—1814 (1842—1797 или 1849—1801) — фараон Аменемхет III. Ослабление могущества номархов. Деление страны на три провинции. Строительство «Лабиринта» около Фаюмского оазиса. Казначей фараона Схетепибр.
- 1814-ок.1807 — фараон Аменемхет IV.
- Ок.1807-1801 — фараон-женщина Нефрусебек.
- 1801—1648 — XIII династия в Египте. Около 50 фараонов. Сохранение власти над Северной Эфиопией и влияния в Библе.
- 1829—1818 до н. э. — война между Египтом и Нубией

### Месопотамия и Малая Азия
- Ок. 1900 — объединение ассирийцев в рамках одного государства.
- Ок. 1900 — города Содом и Гоморра уничтожены Богом за грехи их жителей[1], вместе с долиной Сиддим. Образовывается Мертвое море[2].
- Ок. 1900 — поселение племён хеттов и лувийцев в Малой Азии. Их смешивание с местным населением. Основание хеттами города Неса.
- Ок. 1900 — купцы из Ассирии основали колонию в Каппадокии.
- Ок. 1900 — хетты начинают использовать железо.
- 1894 — вторгшимся аморейским племенам удаётся захватить северную часть царства Исин и создать государство со столицей в Вавилоне (Бабилима — «Врата богов» (семит.)). Первый царь Вавилона — Суму-абум (аморей). Второй царь 1-й династии Вавилона Суму-ла-Эль.
- 1834 — завоевание Ларсы эламитами. Правитель Эмутбала Кудурмабуг сажает на престол Ларсы своего сына.
- 1822—1762 (1823—1763) — царь Ларсы Рим-Син, сын Кутурмапука.
- Ок. 1813—1780 — царь Ашшура Шамши-Адад I, сын аморея Ила-кабкабу (захватившего власть в Ашшуре). Усиление Ассирии. Борьба с Эшнунной. Завоевание части Каппадокии. Ассирия ставит от себя в зависимость Мари и Эшнунну. Сын Шамшиадада Ишме-Даган становится царём Мари. Власть Ассирии распространяется на северный Аккад. Влияние достигает Средиземного моря. Столицу перенёс в Шубат-Энлиль (Северо-Восточная Сирия).
- XIX—XVIII века — существование в Северной Сирии и Северной Месопотамии аморейского государства Ямхад с центром в Халпе (Алеппо).
- Хеттская империя в Анатолии
- 1818 до н. э. — египетская кампания в Израиле
- 1813 до н. э. — аморитяне захватывают Северную Месопотамию
- 1800 до н. э. — вторжение хеттов в Анатолию

### Другие регионы
- XIX—XV века — строительство Стоунхенджа на юге Англии.

## Важные персоны
- 1859—1814 до н. э. — правление Аменемхета III в Египте

## Открытия
- 1800 до н. э. — ферментация теста, зерна и фруктовых соков